# Онджива
Онджи́ва, ранее Онжива (порт. Ondjiva), — город в Анголе, столица провинции Кунене. Расположен в 42 км от границы с Намибией. До 1975 года назывался Перейра-Ди-Эса.Онджива был серьёзно повреждён авиацией в ходе гражданской войны в Анголе. Его восстановление началось в марте 2002 года после заключения перемирия.
В городе находится несколько небольших церквей и руины старого дворца, который был уничтожен южноафриканской армией. Онджива состоит из 12 кварталов. Одним из главных культурных и религиозных событий города являются празднества Носа-Сеньора-ду-Карму, проводимые епархией Ондижива. Носа-Сеньора-ду-Карму является святой покровительницей города.

## История

### Миссия
Миссия Онджива была основана в 1891 году Фридрихом Мейзенхоллем и Августом Вульфхорстом из Рейнского миссионерского общества при помощи Фридриха Бернсманна и с разрешения короля Вейулу Хедимби. Они думали, что Онджива находился на территории Германской Юго-Западной Африки, но позже оказалось, что это не так. Мейсенхолл пробыл в Ондживе около четырех лет, прежде чем ему пришлось уехать из-за серьезной болезни. Вильгельм Штальхут пришел на смену ему в середине 1890-х годов. Трое детей Штальхута умерли в Африке, а сам он заболел черной водной лихорадкой и умер в Оучо 1 мая 1900 года. Его вдова прожила много лет сначала в Оукваньяме, а затем в Герероленде.
В августе 1915 года король Мандуме сжег миссионерскую станцию, и немцам пришлось бежать в Ондонгу в Юго-Западной Африке.

### Гражданская война
Онджива была в значительной степени разрушена во время гражданской войны в Анголе. Администрация города действовала из провинции Уила и теоретически управляла провинцией Кунене в изгнании. К 1989 году большая часть населения покинула город, а к 1999 году в нем проживало менее 5000 жителей. Усилия по восстановлению города начались после установления мира в 2002 году. Сначала в Ондживе наблюдался медленный рост населения, но наблюдалось значительное возвращение его жителей и новая миграция из других регионов Анголы, особенно из провинции Уила в 1998 и 2000 годах 

## Инфруструктура

### Транспорт
Онджива обслуживается аэропортом Онджива Перейра. Аэропорт расположен к северо-западу от центра города. Обслуживается авиакомпанией TAAG Angola Airlines с рейсами в Луанду, Катумбелу и Квито. 
Планируемое железнодорожное сообщение с Намибией по железной дороге Мосамедес еще не построено. 

### Образование
В городе есть кампус Университета Куито Куанавале, где изучаются курсы бакалавриата по биологии, инженерии, сельскому хозяйству, сестринскому делу. 

## Ежегодная торговая ярмарка
Онджива проводит ежегодную 15-дневную торговую ярмарку в июле. Выставки организуются таким образом, чтобы компании определенной отрасли могли продемонстрировать свои новейшие продукты, услуги. 

## Погода
Среднегодовая температура воздуха +21,97 °С. Среднегодовая сумма осадков — 493 мм. Наибольшее их количество выпадает в с декабря по февраль, наименьшее — с мая по сентябрь. Среднегодовая скорость ветра — 5,2 м/сек.
| Показатель              | Янв.  | Фев.  | Март  | Апр.  | Май   | Июнь | Июль  | Авг.  | Сен.  | Окт. | Нояб. | Дек.  | Год   |
| ----------------------- | ----- | ----- | ----- | ----- | ----- | ---- | ----- | ----- | ----- | ---- | ----- | ----- | ----- |
| Средняя температура, °C | 23,04 | 22,43 | 22,31 | 22,25 | 20,19 | 17,4 | 17,36 | 20,28 | 24,32 | 26,1 | 24,27 | 23,69 | 21,97 |
| Норма осадков, мм       | 104   | 147   | 119   | 53    | 3     | 0    | 0     | 0     | 1     | 16   | 50    | 124   | 493   |
| Источник: Gaisma        |       |       |       |       |       |      |       |       |       |      |       |       |       |

## Известные люди
- Марселина Ванекени — модель из Анголы, победительница конкурса Мисс Ангола 2011 состоявшийся 3 декабря 2011 года и представительница страны на конкурсе Мисс Вселенная 2012.